# Sekundærrute 154
Sekundærrute 154 begynder ved Sydmotorvejen (Europavej E47 og Europavej E55), afkørsel 37 Rønnede, og går mod øst gennem Rønnede og Fakse til Store Heddinge. 
Ruten forbinder dermed Sydsjælland og motorvejsnettet med Fakse og Stevns. 
I Rønnede fortsætter vejen som primærrute 54 mod Holme-Olstrup og Næstved. I Store Heddinge ender ruten ved Rødvigvej, sekundærrute 261 mellem Køge og Store Heddinge.
Sekundærrute 154 er ca. 26 km lang og dermed blandt de korte ruter.
Link til kort over sekundærrute 154.